# Arzviller
 Arzviller  es una comuna y población de Francia, en la región de Lorena, departamento de Mosela, en el distrito de Sarrebourg y cantón de Phalsbourg.
Su población en el censo de 1999 era de 516 habitantes.
Está integrada en la Communauté de communes du Pays de Phalsbourg .

## Demografía
| 520 | 507 | 486 | 544 | 508 | 516 | 527 | 547 | 537 |
| Para los censos de 1962 a 1999 la población legal corresponde a la población sin duplicidades (Fuente: INSEE [Consultar]) |     |     |     |     |     |     |     |     |